# Leucandra schauinslandi
Leucandra schauinslandi är en svampdjursart som först beskrevs av Preiwisch 1904.  Leucandra schauinslandi ingår i släktet Leucandra och familjen Grantiidae. Inga underarter finns listade i Catalogue of Life.